# Aston Martin DB2
L'Aston Martin DB2 est une sportive automobile du constructeur britannique Aston Martin. Elle est la première automobile de la génération des DB — d'après les initiales de David Brown, nouveau propriétaire d'Aston Martin depuis 1947 — qui apportera de nouveau le succès au constructeur. Celui-ci avait en effet frôlé la faillite au lendemain de la Seconde Guerre mondiale. Produite à 410 exemplaires entre 1950 et 1953, elle sera déclinée en version cabriolet, dénommée « Drop Head Coupe », et en version « haute performances » DB2 Vantage.
La DB2 représente un progrès remarquable par rapport à sa devancière, la 2-Litre Sports, renommée DB1 a posteriori. En effet, son moteur, développé par Lagonda, est poussé à 2,6 l. tandis que l'automobile est conçue comme un coupé fermé. Souffrant néanmoins de ne disposer que de deux places, la DB2 sera remplacée en 1954 par la DB2/4.

## Genèse
À l'issue de la Seconde Guerre mondiale, la plupart des constructeurs automobiles sont en proie à d'importantes difficultés financières, à tel point que « la survie du constructeur britannique Aston Martin tient du miracle ». David Brown, riche industriel anglais fabricant de tracteurs, rachète l'entreprise en 1947 et lui ouvre dès 1948 les portes du succès grâce à une victoire inattendue aux 24 heures de Spa.
À la suite du rachat du constructeur Lagonda, Walter Owen Bentley, fondateur de la société éponyme, est embauché par Brown. Avant de prendre sa retraite, Bentley dirige la mise au point d'un dernier modèle : la DB2, qui dût beaucoup à William (Willie) Watson, un ingénieur de la firme Invicta qui avait aussi collaboré au V12 Lagonda d'avant-guerre et aux nouvelles Invicta de 1946. Le développement de la nouvelle DB2 s'est basé sur l'un des trois prototypes Aston Martin des 24 heures du Mans 1949. La DB2 est officiellement présentée pour la première fois au Salon de l'automobile de New York en 1950, où elle rencontre un véritable succès.

## Design

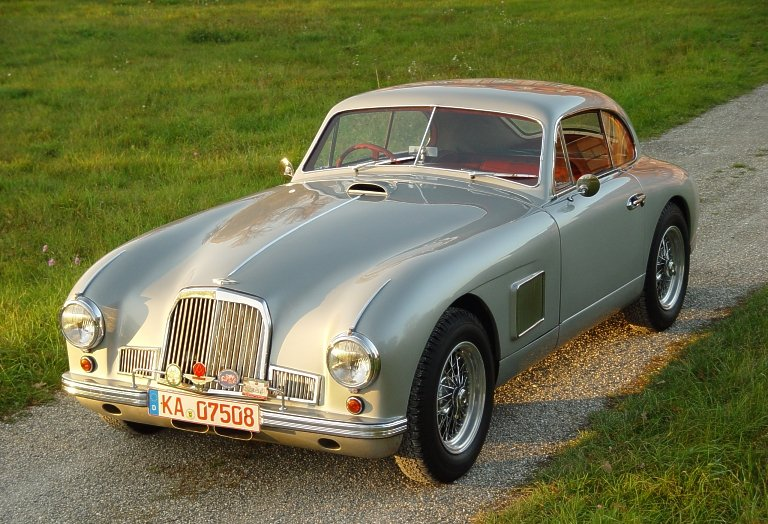
LML 50-21 une des premières DB2 et la première vantage, reconnaissable par sa calandre en trois parties.

Frank Feeley, qui s'inspire des réalisations de Pininfarina de l'époque, est à l'origine du dessin de la carrosserie de la DB2. Conçue en collaboration avec le carrossier milanais Touring et construite par Mulliner, les 49 premières DB2 présentent une calandre en T retourné en trois parties carrées, avec de grands passages latéraux rectangulaires et des barres verticales. Celle-ci est rapidement abandonnée au profit d'une calandre unique intégrée et arrondie, plus familière d'Aston Martin, à lamelles horizontales,.
La DB2 s'illustre pour sa qualité de fabrication remarquable, associant une sellerie en cuir Conolly à un tableau de bord en bois sur lequel sont délicatement apposés des chromes.

## Moteur et performances

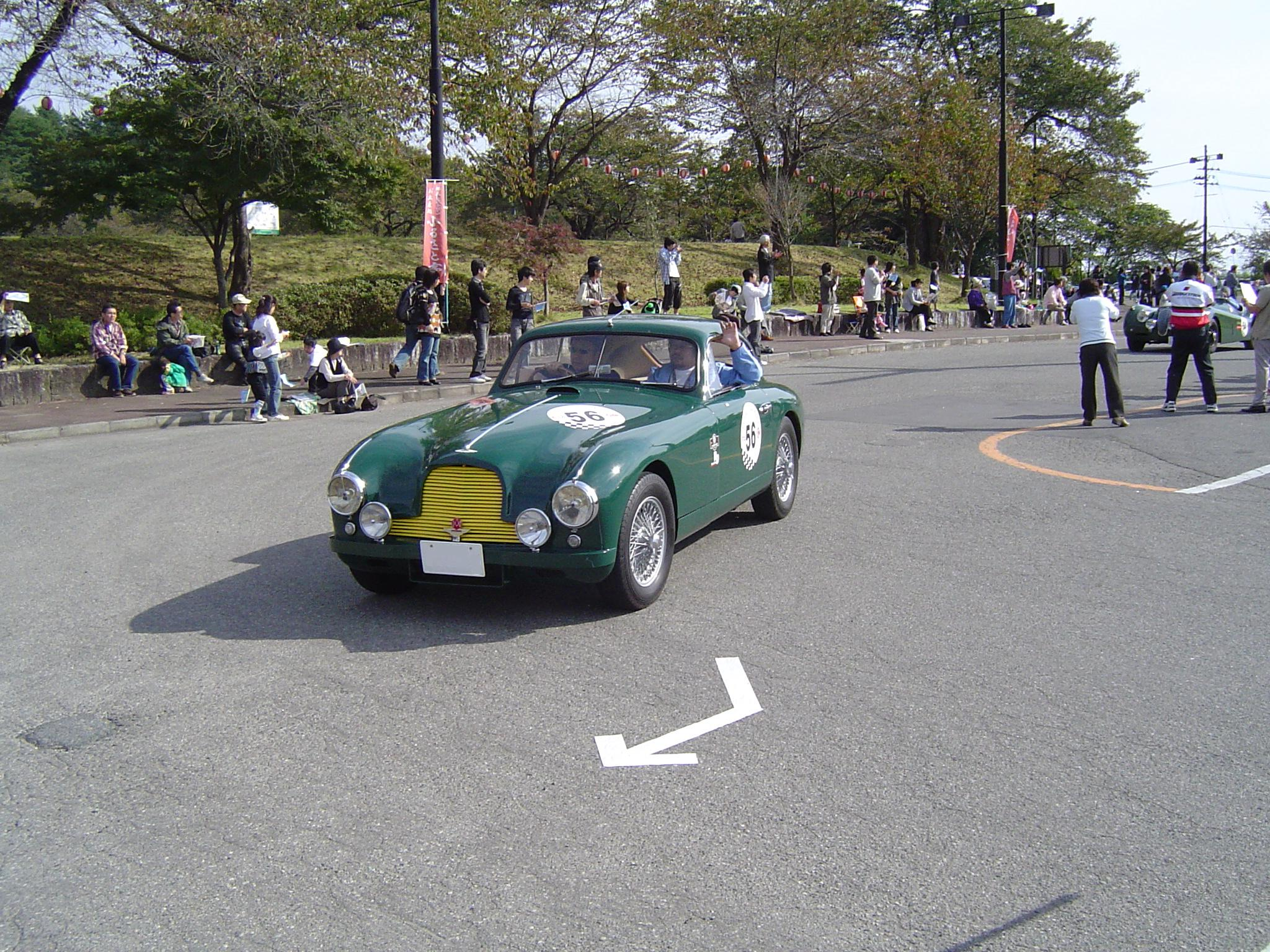
Aston Martin DB2 Vantage lors de la Festa Mille Miglia 2007

L'Aston Martin DB2 inaugure un nouveau moteur. Développé par l'ingénieur Willie Wilson sous la supervision de W.O. Bentley, il s'agit d'un six-cylindres en ligne à deux arbres à cames en tête dont la cylindrée est portée à 2,6 litres. Il développe ainsi une puissance de 105 ch à 5 000 tr/min et un couple de 180 N m dès 2 750 tr/min. De telles caractéristiques, alliées à un poids d'à peine plus de 1 100 kg, lui permettent d'atteindre le 0 à 97 km/h en 11,2 s.
L'engagement d'Aston Martin dans l'épreuve mancelle l'oblige à développer une version plus puissante de la DB2. La puissance du six-cylindres est portée à 123 ch par l'adoption d'une culasse modifiée et de carburateurs plus gros. En janvier 1951, Aston Martin propose à ses clients désireux de hautes performances une version spéciale, dénommée « Vantage », propulsée par cette dernière motorisation,.

## Châssis et suspensions
La carrosserie est fixée sur un châssis composé d'une structure de tubes à section rectangulaire. Ce châssis est identique à celui de la DB1, lui-même repris du concept Atom. La DB2 adopte à l'avant des suspensions à roues tirées de type Porsche à ressorts hélicoïdaux, tandis que l'arrière profite d'un pont oscillant qualifié de « bien guidé ».

## Résultats Sport de la DB2
- (en) La DB2 sur RacingSportsCars, de 1949 à 1959.